# La morte avrà i suoi occhi
La morte avrà i suoi occhi (The Caller) è un film thriller del 1987 diretto da Arthur Allan Seidelman.

## Trama
Un uomo misterioso si unisce a una donna in uno chalet nella foresta. Egli sostiene inizialmente che la sua auto era in panne e ha bisogno del suo aiuto. Presto le cose diventano sospette. La donna afferma di aver causato l'incidente per attirare l'uomo in modo da poter ucciderlo.  L'uomo sostiene di essere un agente di polizia, e sta indagando nella possibilità che la donna abbia potuto aver ucciso la sua famiglia.